# Morten Harry Olsen
Morten Harry Olsen (geboren 15. August 1960 in Narvik) ist ein norwegischer Autor. Olsens erstes Buch erschien 1985, die Kurzgeschichten-Sammlung For alt hva vi er verdt, mit der er Tarjei Vesaas' debutantpris gewann.

## Werdegang
Olsen studierte Kriminologie an der Universität Oslo und Philosophie an der Universität Tromsø. Er arbeitete als Reiseveranstalter, Taxifahrer, Nachtportier, Journalist, Übersetzer, Literaturkritiker, Erziehungsberater und Lehrer. Er war Vorsitzender des Norwegischen Autorenzentrums Norsk Forfattersentrum (1989–91), Vorsitzender des Organisationskomitees für den Brageprisen (1991–95) und stellvertretender Vorsitzender der Norwegischen Autorenvereinigung Den norske Forfatterforening (1997–98). 1988 bis 1991 war er Mitglied der Norwegian Authors' Union's Literary Caucus. 1992–1996 war er Herausgeber des Buchclubs Bokklubben krim og spenning.

## Werke
- For alt hva vi er verdt – Kurzgeschichten (1985)
- Ganske enkelt sand – Roman (1986)
- En dans til – Kurzgeschichten (1988)
- Tråder – Essays (1989)
- Mississippi – Roman (1990)
- Syndenes forlatelse – Krimi (1991)
- Mannen som hatet duer – Drama (1992)
- Begjærets pris – Krimi (1993)
- Die Osiris-Morde (deutsch 2002), norwegisch: Tilfeldig utvalg – Krimi (1996)
- Naken for leseren, naken for Gud: et essay om romanen – Literaturkritik (1997)
- Mord og galskap – Roman (2000)
- Mississippi. neo – Roman (2002)
- Størst av alt – Roman (2004)
- Adrian Marconis Great Sorrow (2010)

"Skrivehåndverket - A practical Guide for Beginners" (2014)

## Auszeichnungen
- Tarjei Vesaas' debutantpris 1985, for For alt hva vi er verdt
- Riverton Prize 1993, for Begjærets pris
- Havmannprisen 2004, for Størst av alt